# Maxstraße 24 (Bad Kissingen)

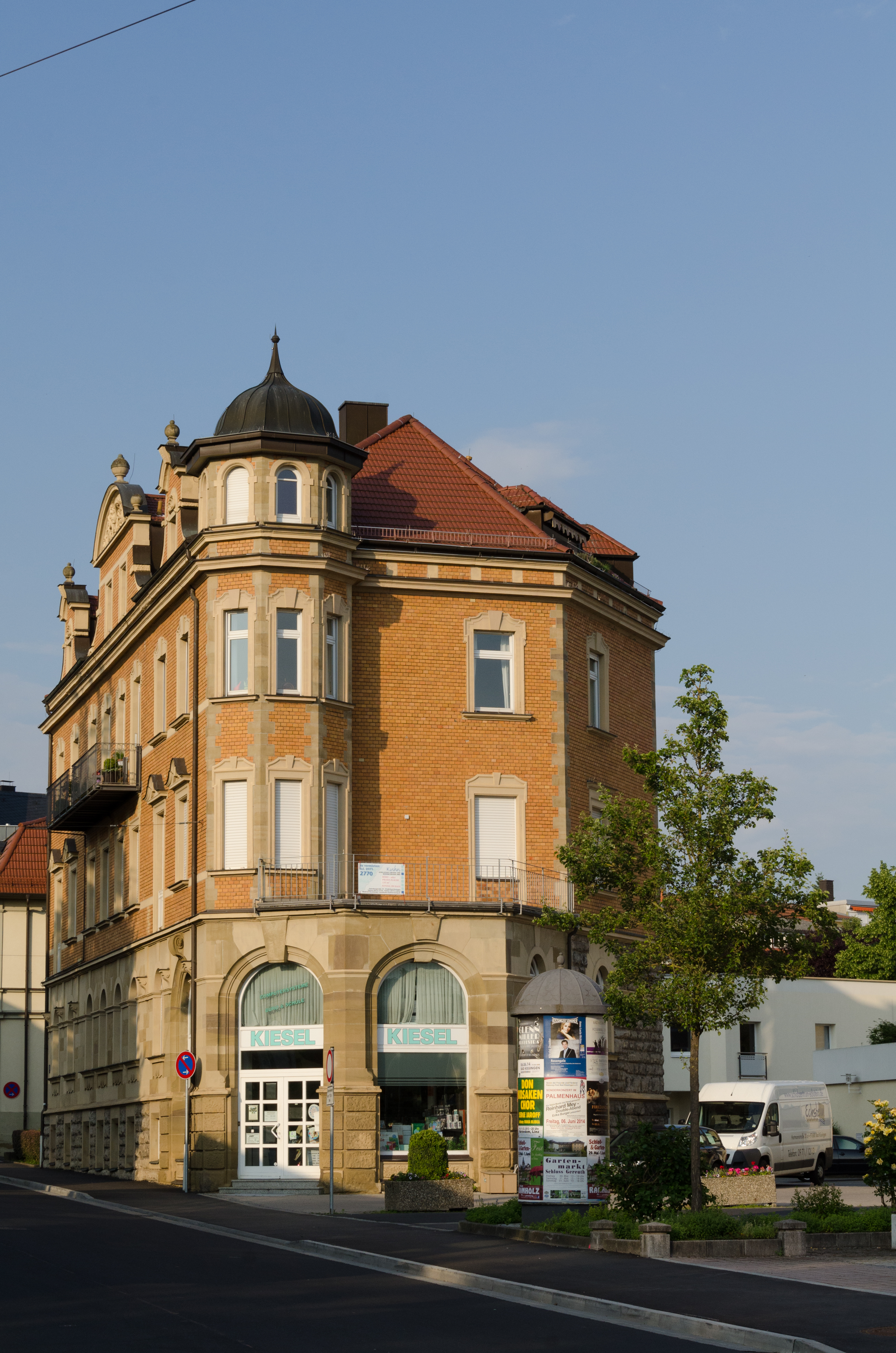
Maxstraße 24 in Bad Kissingen

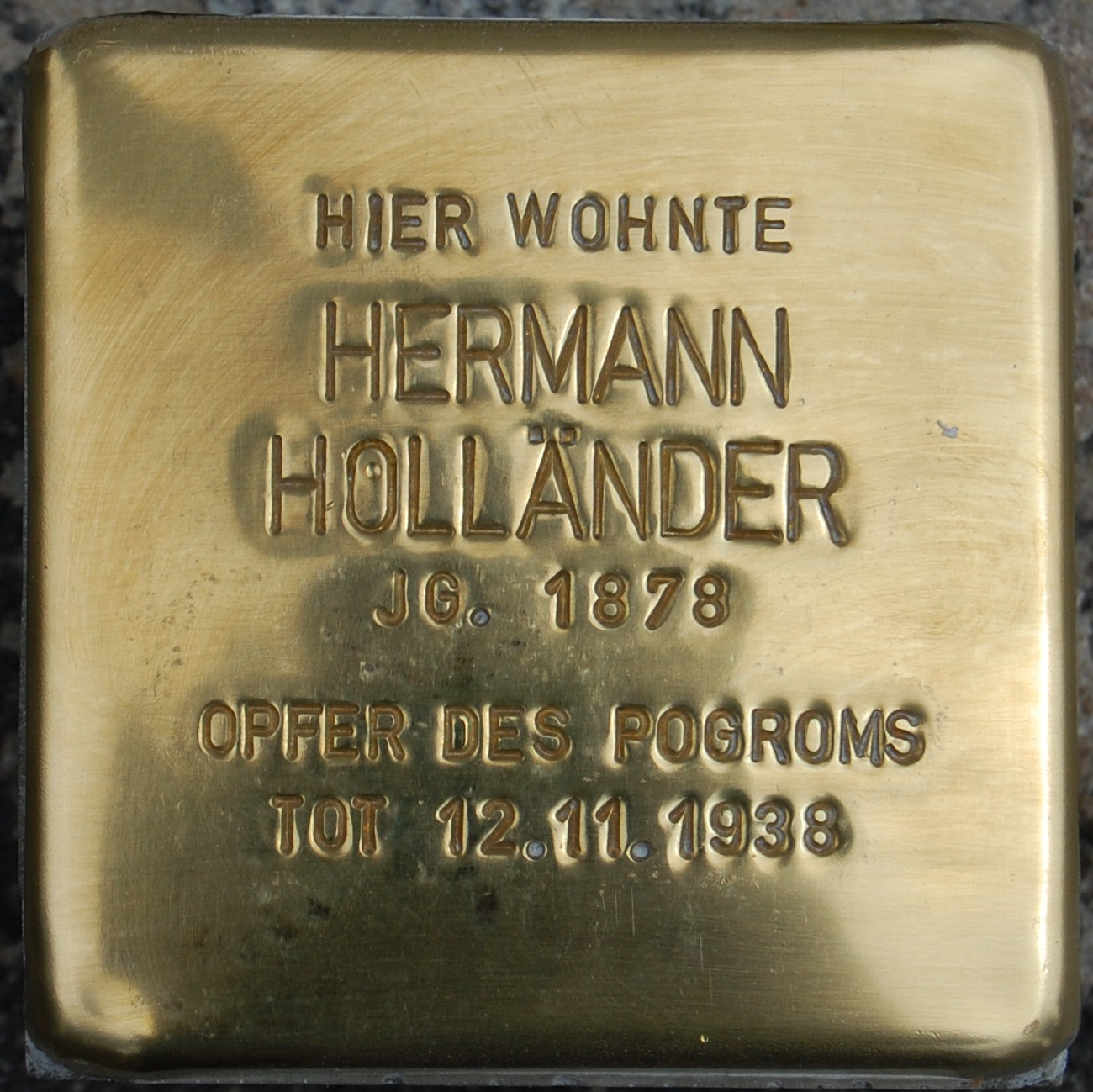
Stolperstein für Hermann Holländer

Das Anwesen Maxstraße 24 in der Maxstraße in Bad Kissingen, der Großen Kreisstadt des unterfränkischen Landkreises Bad Kissingen, gehört zu den Bad Kissinger Baudenkmälern und ist unter der Nummer D-6-72-114-315 in der Bayerischen Denkmalliste registriert.

## Geschichte
Das Anwesen wurde im Jahr 1900 vom Bad Kissinger Architekten Carl Krampf in Formen der Neurenaissance errichtet. Der dreigeschossige Walmdachbau unterscheidet sich von anderen Beispielen der Klinker- beziehungsweise Haustein-Architektur durch seine Konzeption als Eckgebäude sowie einen leichten Barockeinfluss im Hausteindetail. Die ursprünglichen Balkone an der Straßenseite wurden später abgebaut. Heute befinden sich in dem Anwesen Wohnungen und ein Computergeschäft.
In der Zeit des Nationalsozialismus waren drei Bewohner des Anwesens von der Verfolgung betroffen. Kurzwarenhändler Hermann Holländer verstarb in der Folge der Reichskristallnacht vom 9. November 1938; seine Frau Nanette „Nanni“ Holländer wurde im Jahr 1942 in das Konzentrationslager Theresienstadt deportiert und starb dort. Das Ehepaar Theo und Selma Hartmann wurde in das Ghetto Krasnystaw deportiert; Todesort und -zeitpunkt sind unbekannt. An sie erinnern vier Stolpersteine vor dem Anwesen.